# Villard (Alta Saboya)
 Villard  es una comuna y población de Francia, en la región de Ródano-Alpes, departamento de Alta Saboya, en el distrito de Thonon-les-Bains y cantón de Boëge. No está integrada en ninguna Communauté de communes u organismo similar.

## Demografía
Su población en el censo de 1999 era de 666 habitantes.
| 440 | 473 | 444 | 468 | 521 | 666 |
| Para los censos de 1962 a 1999 la población legal corresponde a la población sin duplicidades (Fuente: INSEE [Consultar]) |     |     |     |     |     |